# Volo Aeroflot 3932
Il volo Aeroflot 3932 era un volo passeggeri da Aeroflot dall'aeroporto di Sverdlovsk-Kol'covo all'aeroporto di Vladivostok nella RSFS Russa, con scali intermedi a Omsk, Novosibirsk, Čita e Chabarovsk. Il 30 settembre 1973, un Tupolev Tu-104 operante sulla rotta si schiantò poco dopo il decollo da Sverdlovsk, provocando la morte di tutti i 108 passeggeri e membri dell'equipaggio a bordo.

## L'aereo
Il velivolo coinvolto era un Tupolev Tu-104B, marche CCCP-42506, numero di serie 021904. Volò per la prima volta nel 1960 e venne consegnato ad Aeroflot nello stesso anno. Era spinto da 4 motori turbogetto Mikulin AM-3M-500. Al momento dell'incidente, l'aereo aveva circa tredici anni e aveva accumulato 20 582 ore di volo in 9 412 cicli di decollo-atterraggio. Questo tipo di jet aveva 100 posti a sedere, quindi era a piena capacità quando si schiantò.

## L'equipaggio
Otto membri dell'equipaggio erano a bordo del volo 3932. L'equipaggio della cabina di pilotaggio era composto da:
- il comandante Boris Stepanovič Putincev;
- il primo ufficiale Vladimir Andreevič Širokov;
- l'ufficiale di navigazione Pëtr Gavrilovič Kanin;
- l'ingegnere di volo Ivan Jakovlevič Raponov.

Gli assistenti di volo erano Galina Michajlovna Fedorova, Olga Stepanovna Tatarova e Nikolai Nikolaevič Nesterenko. N. A. Slepuchin era l'ufficiale di polizia che accompagnava il volo.

## L'incidente
Le condizioni meteorologiche a Sverdlovsk erano segnalate come miti; la visibilità era di oltre 6 chilometri e venti leggeri soffiavano da nord-ovest.
Il volo decollò dall'aeroporto di Kol'covo alle 18:33 ora di Mosca e alle 18:34:21 si diresse verso una prua di 256° per dirigersi a Omsk. Come procedura di routine, il controllo del traffico aereo incaricò l'equipaggio di virare a sinistra e salire a un'altitudine di 1.500 metri; l'equipaggio rispose che avrebbe riferito al raggiungimento dell'altitudine.
Alle 18:35:25 ora di Mosca, 5-6 secondi dopo aver impostato i motori alla potenza standard, a un'altitudine di 350-400 metri e una velocità di 480 km/h, l'equipaggio iniziò la virata verso sinistra mentre era tra le nuvole, con un angolo di inclinazione tra i 35 e i 40°. Alle 20:37 ora locale (18:37 ora di Mosca), quando il volo era ad un'altitudine di 1.200 metri, l'angolo di virata raggiunse i 75-80°, dopodiché l'equipaggio perse completamente il controllo dell'aeromobile, che si schiantò in una foresta vicina a una velocità di 270 km/h.

## Le indagini
L'aereo si era schiantato a causa di indicazioni errate provenienti dall'orizzonte artificiale principale e del sistema di bussole, causate da un guasto dell'alimentazione elettrica, con conseguente disorientamento spaziale dei piloti.